# Municipio de Tantima
El municipio de Tantima se encuentra en el estado de Veracruz, es uno de los 212 municipios de la entidad y tiene su ubicación en la zona norte del Estado, en la región de la Huasteca. Sus coordenadas son 21°20’ latitud norte, longitud oeste de 97°50’ y cuenta con una altura de 200 m s. n. m.. Su cabecera es la localidad de Tantima.
El municipio tiene una población de 13.248 habitantes, conformado por 105 localidades.
El municipio de Tantima tiene un clima cálido-extremoso, con una temperatura anual de 24.7 °C. En este municipio, se celebran las fiestas religiosas en el mes de octubre del 3 al 5, en festejo de San Francisco de Asís, con eventos tradicionales (bailes, juegos pirotécnicos, jaripeos, entre otros).

## Toponimia
El nombre “Tantima” proviene posiblemente de lenguas originarias de la región. Se cree que deriva del huasteco o del náhuatl, combinando los elementos “tan”, que significa “lugar”, y “tima”, que hace referencia a un árbol típico de la zona. Así, “Tantima” puede interpretarse como “lugar del árbol tima”, lo cual refleja la estrecha relación histórica entre la comunidad y su entorno natural. Esta etimología también está representada simbólicamente en el escudo municipal.

## Demografía
Según el Censo de Población y Vivienda 2020 realizado por el Instituto Nacional de Estadística y Geografía (INEGI), el municipio de Tantima cuenta con una población total de aproximadamente 13,248 habitantes. La cabecera municipal, Tantima, concentra el mayor número de habitantes, seguida por otras localidades como Gutiérrez Zamora, La Florida y San Sebastián. La población del municipio se distribuye en más de 100 localidades, en su mayoría rurales, con una densidad demográfica baja y una estructura social basada en núcleos familiares dedicados principalmente a actividades agropecuarias.

### Limitantes
El municipio de Tantima se localiza en la zona norte del estado de Veracruz, dentro de la región conocida como la Huasteca Baja. Limita al norte con el municipio de Ozuluama, al sur con Tancoco, al este con Tamalín y al oeste con Citlaltépetl. 
Esta configuración territorial presenta una característica geográfica notable: el municipio se estrecha en su parte central, formando un “cuello” que conecta dos zonas más amplias del territorio municipal. Esta particularidad le da a Tantima una forma alargada e irregular, aunque continua, sin que su territorio esté dividido formalmente en secciones no colindantes.

### Localidades
El municipio de Tantima cuenta con un total de 105 localidades, de acuerdo con el Censo de Población y Vivienda 2020 del Instituto Nacional de Estadística y Geografía (INEGI).
La cabecera municipal es la localidad de Tantima, y otras comunidades importantes por su población o actividad económica son Gutiérrez Zamora, La Florida, San Sebastián, El Águila, y Las Palmas.
El número de localidades puede variar ligeramente dependiendo de la fuente: por ejemplo, el Catálogo de Localidades de la Secretaría de Bienestar y el Callejero Municipal identifican aproximadamente 47 asentamientos reconocidos oficialmente por nombre y ubicación geográfica.
Esta diferencia se debe a que el INEGI considera como localidad a todo asentamiento humano, incluyendo pequeños caseríos, rancherías o congregaciones con pocos habitantes, mientras que los registros administrativos municipales suelen concentrarse en asentamientos con servicios básicos o infraestructura reconocida.

## Política
El gobierno del municipio Ayuntamiento, que es electo por voto universal, directo y secreto para un periodo de cuatro años que no pueden ser reelegidos para el periodo inmediato pero si de forma no continua, el ayuntamiento lo conforman el presidente municipal, un síndico y un regidor; todos entran a ejercer su cargo el día 1 de enero del año consecutivo en que se llevó a cabo su elección.

### Presidentes Municipales
|  | Nombre                         | Periodo       | Partido |
|  | ------------------------------ | ------------- | ------- |
|  | Arístides Clemente             | 1955–1958     |         |
|  | Óscar Castro Osorio            | 1958–1961     |         |
|  | Alfredo Castro Arbona          | 1961–1964     |         |
|  | Concejo municipal              | 1964–1967     |         |
|  | Óscar Lagos Clemente           | 1967–1970     |         |
|  | Lamberto Mar Gallardo          | 1970–1973     |         |
|  | Venustiano Clemente V.         | 1973–1976     |         |
|  | Arturo Pérez Arbona            | 1976–1979     |         |
|  | Pedro Muñoz Pérez              | 1979–1982     |         |
|  | Gilberto Pérez Muñoz           | 1982–1985     |         |
|  | Macedonio Martínez             | 1985–1988     |         |
|  | Pedro Muñoz Pérez              | 1988–1991     |         |
|  | Leopoldo N. Fosados Guzmán     | 1992–1994     |         |
|  | Jorge Clemente Zaleta          | 1995–1997     |         |
|  | Jaime L. Castro Hernández      | 1998–2000     |         |
|  | Julio César Cardosa Rosetti    | 2001–2004     |         |
|  | Arístides Clemente Vázquez     | 2005–2007     |         |
|  | Marcelino Meléndez Mar         | 2008–2010     |         |
|  | Rosalía Álvarez Muñoz          | 2011–2013     |         |
|  | Juan Manuel Hernández          | 2014–2017     |         |
|  | Rosalía Álvarez Muñoz          | 2018–2021     |         |
|  | Rosalía Muñoz Mendo            | 2022–presente |         |
|  | María Guadalupe Santos Cenobio | (electa)      |         |